# Елементал
Елементал је хрватски хип хоп састав из Загреба.

## О бенду
Бенд је активан од 1998. године. У првој постави била су само три члана, да би се 2003. бенду придружила још 4 члана која су задужена за инструментални део, а сви заједно раде на музици — пишу текстове и одрађују комплетно песме.
Уносе многе новитете у тадашњу хип-хоп сцену доносећи нови звук и другачије приступајући овој врсти музике, који је познатији као „organic hip-hop”. Приближавају реп музику осталим стиловима уводећи разне инструменте и отварају ову музику публици која није трендовски оријентисана.
Задржавајући првенствени хип хоп звук, Елементал је увео много елемената других музичких праваца, као што су џез, соул, фанк, реге, па и рок.

## Албуми
Свој први демо албум Мој, његов и њен свијет издали су 2000. године и убрзо након тога окупили су пратеће вокале без матрица, са којима су наступали на концертима, али и даље не одступајући од традиционалног хип хоп приступа.
У марту 2002. године издају други албум Темпо велеграда / Демиург, на ком су сарађивали са многим хрватским инструменталистима као што су Cubismo, Јосип Грах, састав Јосипе Лисац, Матија Дедић, Загребачка филхармонија итд.

## Дискографија
- Мој, његов и њен свијет (2000)
- Темпо велеграда / Демиург (2002)
- Мале ствари (2004)
- Под притиском (2008)
- Вертиго (2010)
- У реду је (2013)
- Тијело (2016)
- Илица (2020)